# Тилічики
Тилі́чики (рос. Тиличики) — село в Камчатському краї, центр Олюторського району, за 1070 км на північний схід від Петропавловська-Камчатського. До 1 липня 2007 року перебувало в складі Корякського автономного округу Камчатської області.
Населення становить 1 977 осіб (2009; 2 тис. в 2007, 2 тис. в 2006, 2,1 тис. в 2002, 2,8 тис. в 1989, 2,6 тис. в 1979, 1,9 тис. в 1970, 0,8 тис. в 1959).

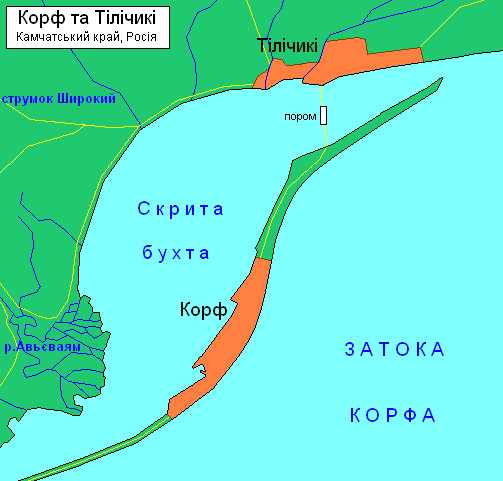
Розташування села

Село розташоване на березі гавані Скритої затоки Корфа Берингового моря.
Тилічики засновані в 1898 році. Навесні 2006 року сильно постраждали від землетрусу в 7,8 балів.
У селі знаходяться районні адміністративні установи, міліція, прокуратура, пошта, поліклініка, лікарня, школа, бібліотека, Будинок культури, церква, міні ТЕЦ. Видається місцева газета «Олюторський вісник». Тилічики є центром Корякського природного заповідника.
З сусіднім селом Корф село зв'язане поромом та автобусним маршрутом. Діє аеропорт (авіарейси до Петропавловська-Камчатського) та вертолітний майданчик.